# Уфа (городской округ)
Городско́й о́круг го́род Уфа́ (баш. Өфө ҡалаһы ҡала округы ) — муниципальное образование в Республике Башкортостан Российской Федерации. Образовано на территории города республиканского значения Уфа.
Административный центр — город Уфа.

## История
Городской округ город Уфа был образован в ходе реализации муниципальной реформы 1 января 2006 года.

## Население
| 1959       | 1970       | 1979       | 1989       | 2002       | 2003       | 2004       | 2005       | 2006       |
| ---------- | ---------- | ---------- | ---------- | ---------- | ---------- | ---------- | ---------- | ---------- |
| 543 062    | ↗767 967   | ↗967 589   | ↗1 079 765 | ↘1 049 479 | ↗1 050 323 | ↘1 047 633 | ↘1 043 426 | ↘1 036 783 |
| 2007       | 2008       | 2009       | 2010       | 2012       | 2013       | 2014       | 2015       | 2016       |
| ↘1 029 770 | ↘1 028 671 | ↗1 032 051 | ↗1 071 640 | ↗1 081 669 | ↗1 087 170 | ↗1 106 635 | ↗1 115 885 | ↗1 121 429 |
| 2017       | 2018       | 2019       | 2021       |            |            |            |            |            |
| ↗1 126 098 | ↗1 131 429 | ↗1 135 480 | ↗1 167 775 |            |            |            |            |            |

Согласно прогнозу Минэкономразвития России, численность населения будет составлять:
- 2024 — 1157,68 тыс. чел.
- 2035 — 1187,62 тыс. чел.

Национальный состав
По итогам переписи населения 2020 года проживали следующие национальности (национальности менее 0,1 % и другое см. в сноске к строке «Другие»):
| Национальность | Численность, чел. | Доля     |
| -------------- | ----------------- | -------- |
| Русские        | 557 492           | 47,74 %  |
| Татары         | 308 381           | 26,41 %  |
| Башкиры        | 233 128           | 19,96 %  |
| Чуваши         | 5818              | 0,50 %   |
| Марийцы        | 5561              | 0,48 %   |
| Украинцы       | 4543              | 0,39 %   |
| Узбеки         | 3487              | 0,30 %   |
| Таджики        | 3156              | 0,27 %   |
| Армяне         | 2929              | 0,25 %   |
| Азербайджанцы  | 1683              | 0,14 %   |
| Белорусы       | 1299              | 0,11 %   |
| Другие         | 40 298            | 3,45 %   |
| Итого          | 1 167 775         | 100,00 % |

### Языковой состав
Согласно Всероссийской переписи населения 2010 года родными языками населения являлись: русский — 59,6 %, татарский — 21,7 %, башкирский — 11,4 %, не указали родной язык — 4,9 %.
Согласно Всероссийской переписи населения 2020 года родными языками населения являлись: русский — 57,7 %, татарский — 22,3 %, башкирский — 17,8 %, не указали родной язык — 3,4 %.

## Населённые пункты
В состав городского округа и города республиканского значения входят 25 населённых пунктов.
| №  | Населённый пункт                | Тип нп          | Население  | АТЕ                                               |
| -- | ------------------------------- | --------------- | ---------- | ------------------------------------------------- |
| 1  | Аркаул                          | деревня         | 85         | Орджоникидзевский район, Турбаслинский сельсовет  |
| 2  | Атаевка                         | деревня         | 101        | Кировский район, Искинский сельсовет              |
| 3  | Ветошниково                     | деревня         | 260        | Ленинский район                                   |
| 4  | Вотикеево                       | село            | 286        | Орджоникидзевский район, Новочеркасский сельсовет |
| 5  | Елкибаево                       | деревня         | 61         | Калининский район, Федоровский сельсовет          |
| 6  | Жилино                          | деревня         | 170        | Октябрьский район, Нагаевский сельсовет           |
| 7  | Зинино                          | деревня         | 369        | Октябрьский район, Нагаевский сельсовет           |
| 8  | Ивановский                      | посёлок         | 123        | Орджоникидзевский район, Новочеркасский сельсовет |
| 9  | Искино                          | деревня         | 567        | Кировский район, Искинский сельсовет              |
| 10 | Камышлинского мелькомбината     | посёлок         | 44         | Кировский район, Искинский сельсовет              |
| 11 | Карпово                         | деревня         | ↗135       | Калининский район, Федоровский сельсовет          |
| 12 | Князево                         | деревня         | 891        | Калининский район                                 |
| 13 | Королёво                        | деревня         | 122        | Кировский район, Искинский сельсовет              |
| 14 | Локотки                         | деревня         | 153        | Кировский район, Искинский сельсовет              |
| 15 | Мокроусово                      | деревня         | 228        | Кировский район, Искинский сельсовет              |
| 16 | Нагаево                         | село            | ↗9820      | Октябрьский район, Нагаевский сельсовет           |
| 17 | Никольский                      | посёлок         | 198        | Орджоникидзевский район, Новочеркасский сельсовет |
| 18 | Новые Черкассы                  | посёлок         | 1944       | Орджоникидзевский район, Новочеркасский сельсовет |
| 19 | Поляна                          | посёлок         | 54         | Кировский район, Искинский сельсовет              |
| 20 | Самохваловка                    | деревня         | ↘39        | Калининский район, Федоровский сельсовет          |
| 21 | Старые Турбаслы                 | село            | 1395       | Орджоникидзевский район, Турбаслинский сельсовет  |
| 22 | Уршак                           | посёлок станции | ↘57        | Кировский район, Искинский сельсовет              |
| 23 | Уфа                             | город           | ↗1 166 098 |                                                   |
| 24 | Участка Нагаевского лесничества | посёлок         | ↘15        | Октябрьский район, Нагаевский сельсовет           |
| 25 | Фёдоровка                       | село            | 545        | Калининский район, Федоровский сельсовет          |

В рамках административно-территориального устройства, город Уфа включает 7 городских районов, которым подчинены напрямую 2 сельских населённых пункта (д. Князево Калининскому району и д. Ветошниково Ленинскому району), а также 5 сельсоветов, включающих 22 населённых пункта: Федоровский сельсовет Калининскому району, Искинский сельсовет Кировскому району, Нагаевский сельсовет Октябрьскому району, Новочеркасский и Турбаслинский сельсоветы Орджоникидзевскому району.

## Местное самоуправление
Глава городского округа город Уфа, председатель Совета городского округа город Уфа
- Валерий Трофимов [1];

Глава администрации городского округа город Уфа
- Мавлиев Ратмир Рафилович[28];